# Nitokra parafragilis
Nitokra parafragilis is een eenoogkreeftjessoort uit de familie van de Ameiridae. De wetenschappelijke naam van de soort is voor het eerst geldig gepubliceerd in 1958 door Roe.